# Barrage de Gökpınar
Le barrage de Gökpınar est un barrage en Turquie. Il est situé à côté de la ville de Denizli, la rivière Gökpınar Çayı (rivière de la source bleue) va rejoindre la rivière Çürüksu dans la plaine de Denizli.

## Sources
- (en) www.dsi.gov.tr/tricold/gokpinar.htm Site de l'agence gouvernementale turque des travaux hydrauliques